# Kevin Lasagna
Pour les articles homonymes, voir Lasagna.
Kevin Lasagna, né le 10 août 1992 à San Benedetto Po en Italie, est un footballeur international italien qui évolue au poste d'avant-centre à l'Hellas Verona.

## Biographie

### Jeunesse, carrière en amateur et découverte de la Serie D
Natif de San Benedetto Po dans la province de Mantoue dans la région de la Lombardie, il débute à l'US Sambenedettina avant d'être repéré par le Chievo Vérone ou il reste pendant quatre saisons dans les équipes de jeunes. Il revient dans sa région de naissance au Suzzara Calcio ou il termine sa formation, sans réussir à passer professionnel à l'issue de celle-ci.
Il commence alors des études pour devenir géomètre et poursuit sa carrière en amateur. Il rejoint le club de Governolese qui évolue en Promotion (it). Recruté par le club de la ville de Cerea, l'A.S.D. Cerea 1912, il découvre la saison suivante la Serie D. Lors de la saison 2013-2014, il évolue sous les couleurs de l'Associazione Calcio Este (it) dans la même division, inscrivant 21 buts en 33 matchs.

### Découverte de la Serie B puis de la Serie A avec Carpi
Ces performances attirent l'attention du club de Carpi qui le recrute pour 75 000 euros. Il découvre un nouveau championnat, la Serie B et débute sous ses nouvelles couleurs dans cette division le 13 septembre lors d'un match nul face à Crotone. Bénéficiant de la confiance de l'entraineur Fabrizio Castori (it) malgré son jeune âge et son manque d'expérience, il prend part à 30 matchs de l'équipe, pour 5 buts. Il inscrit le premier but de sa carrière en professionnel dans le stade Sandro Cabassi (it) lors d'une victoire de son équipe sur le score de 5-2 contre l'Associazione Sportiva Cittadella le 16 novembre et marque le premier doublé de sa carrière en professionnel le 28 mars 2015 lors d'une victoire 2-1 contre le Vicence Calcio. Il participe ainsi au titre de champion d'Italie de Serie B remporté par Carpi.
Lors de la saison 2015-2016, il découvre la Serie A, disputant son premier match dans cette division le 23 août 2015 lors d'une défaite 5-2 face à la Sampdoria. Le 24 janvier 2016, il marque dans le temps additionnel son premier but en Serie A, permettant à Carpi d'empocher le point du match nul contre l'Inter Milan à San Siro. Le 20 mars, il offre la victoire à son club en inscrivant sur coup franc le but vainqueur face au Hellas Vérone au stade Marcantonio-Bentegodi. Le 25 avril, il offre une nouvelle victoire à son équipe en inscrivant l'unique but de la rencontre contre Empoli. Malgré cela, son club est relégué en Serie B à la fin de la saison.
Il revient ainsi en Série B lors de la saison 2016-2017. En octobre 2016, le club de Carpi prolonge son contrat avant de le vendre à l'Udinese Calcio en janvier 2017 pour un montant de 4,5 millions d'euros hors bonus. Son nouveau club le laisse à la disposition de Capri pour terminer la saison. Il inscrit 14 buts en Serie B et termine meilleur buteur de son équipe.

### Retour en Serie A à l'Udinese
Pour ces débuts à l'Udinese, il marque son premier but en coupe d'Italie le 12 août 2017 lors d'une victoire 3-2 face à Frosinone. En décembre, il marque lors de cinq apparitions consécutives en Serie A, devenant le premier joueur à réaliser cette performance pour l'Udinese depuis Antonio Di Natale en 2010. Il marque notamment au cours de ce mois un but à San Siro lors de la victoire de son équipe 3-1 face à l'Inter Milan.
Après une blessure qui l'éloigne des terrains plusieurs semaines lors des mois de février et mars 2018, il réalise un mois d'avril plein, marquant contre la Lazio, Cagliari, Crotone avant de signer un doublé contre le futur relégué Benevento qui offre un point à son équipe lors d'un match nul prolifique terminé sur le score de 3-3.

## Palmarès
- Champion d'Italie de Serie B en 2015 avec le Carpi FC